# IDM
Intelligent dance music, ou IDM, é um termo que descreve um género de música eletrónica que apareceu no início de 1990, no final da era Rave britânica.Este estilo musical deriva de diversos estilos musicais,do dance music ao Techno de Detroit. Atualmente, nos EUA e Reino Unido, o termo tem sido  substituído por Electrónica.

## Estilo
Estilisticamente, IDM tende a demonstrar muita experimentação individual e não um determinado conjunto de características musicais. O leque de estilos de música techno surgido no início de 1990 já foi descrita como techno arte, ambient techno, intelligent e electro. Nos Estados Unidos o último termo é hoje utilizado pela indústria da música como um rótulo para descrever o EDM (Eletronic Dance Music) e seus muitos derivados.
Desta forma, IDM, acabou por se tornar um nicho para a música eletrónica moderna, avant-garde e experimental, enquanto que o EDM, tornou um rótulo para o seguimento mais tradicional e pop.
O AllMusic Guide o define como um tipo de música eletrônica que pode ser utilizada em pistas de dança, ou pode ser apreciado em aparelhos com fone de ouvido, variando assim do Ambient music ao Hardcore techno.

## História
O termo IDM deve ter se originado nos EUA em 1993, com a formação da lista de discussão IDM, uma lista de endereços de email originalmente formada para a discussão das música (mas não apenas) de um certo número de proeminentes músicos ingleses, especialmente aqueles que aparecem em 1992 em uma compilação da Warp Records chamada Artificial Intelligence.
O termo IDM tem sido freqüentemente criticado, ou ignorado, por produtores e artistas, alguns preferem utilizar a palavra Eletronica para se definir. Embora, seja utilizado por ouvintes, críticos e jornalistas dos dois lados do Atlântico.
| “ | "Eu acho muito engraçado existirem termos como este. É como dizer: 'isso aqui é inteligente e todo o resto é estúpido'. Este tipo de coisa me faz rir. Eu não uso nomes. Eu só falo se gosto ou não de certa coisa". | ” |

Nomenclaturas a parte, todos os artistas associados ao gênero tem recebido boa aceitação de público e critica, além de influenciar musicos de outros estilos.